# Romanivka, Talne
Romanivka (în ucraineană Романівка) este o comună în raionul Talne, regiunea Cerkasî, Ucraina, formată numai din satul de reședință.

## Demografie
Componența lingvistică a comunei Romanivka
     Ucraineană (97,7%)
     Rusă (1,84%)
     Alte limbi (0,37%)
Conform recensământului din 2001, majoritatea populației comunei Romanivka era vorbitoare de ucraineană (97,7%), existând în minoritate și vorbitori de rusă (1,84%).